# Geon-chook-hak-gae-ron
Architecture 101 (hangul: 건축학개론) é um filme romântico sul-coreano de 2012 escrito e dirigido por Lê Yong-ju.

## Enredo
O arquiteto Lee Seung-Min (Uhm Tae-woong) é contatado por Yang Seo-yeon (Han Ga-In), que o conheceu há 17 anos em sua época universitária, para que lhe desenhasse uma casa nova no lugar de sua antiga casa familiar de 30 anos na Ilha Jeju. Seung-Min aceita de má vontade, mas não consegue criar um desenho que agradasse a Seo-Yeon. Ao final, ambos decidem por renovar e expandir a casa, e se reúnem em Jeju passando muito tempo juntos, o que faz crescer a moléstia de sua noiva Eun-Chae (Go Joon-Hee).

## Elenco
- Uhm Tae-Woong como Lee Seung-Min
- Lee Je-hoon como Lê Seung-Min jovem[6]
- Têm Ga-Em como Yang Seo-Yeon[7][8][9]
- Suzy como Yang Seo-Yeon jovem[10][11][12][13][14]
- Yoo Yeon-Seok como Jae-wook, o rival de Seung-Min
- Jo Jung-suk como Nab-ddeuk o melhor amigo de Seung-Min
- Go Joon-Hee como Eun-chae
- Kim Dong-Joo como a mãe de Seung-Min
- Lee Seung-Ho como o pai de Seo-Yeon
- Kim Eui-Song como o Professor Kang
- Park Soo-Young como arquitecto Koo
- Park Jin-Woo como o taxista

## Lançamento
Architecture 101 foi estreado nos cinemas coreanos em 22 de março de 2012. Foi posteriormente lançado em Hong Kong no dia 22 de outubro de 2012.

### Prêmios e nominaciones
| Ano  | Prêmio                                                     | Categoria                    | Nominado         | Resultado | Ref.   |
| ---- | ---------------------------------------------------------- | ---------------------------- | ---------------- | --------- | ------ |
| 2012 | 48th Baeksang Arts Awards                                  | Melhor ator novo (em filme)  | Lê Je-hoon       | Indicado  |        |
| 2012 | 48th Baeksang Arts Awards                                  | Melhor atriz nova (em filme) | Suzy             | Venceu    | [ 16 ] |
| 2012 | 48th Baeksang Arts Awards                                  | ator mais popular (em filme) | Lê Je-hoon       | Indicado  |        |
| 2012 | 48th Baeksang Arts Awards                                  | atriz mais Popular (filme)   | Suzy             | Indicado  |        |
| 2012 | 6th Mnet 20's Choice Awards                                | Estrela masculina de filme   | Lê Je-hoon       | Venceu    |        |
| 2012 | 6th Mnet 20's Choice Awards                                | Estrela feminina de filme    | Suzy             | Venceu    |        |
| 2012 | 6th Mnet 20's Choice Awards                                | ator resonante               | Jo Jung-suk      | Venceu    |        |
| 2012 | 5th Style Icon Awards                                      | Fantasía do primeiro amor    | Suzy             | Venceu    |        |
| 2012 | 16th Puchon International Fantastic Filme Festival         | Prêmio Fantasía              | Lê Je-hoon       | Venceu    |        |
| 2012 | 21st Buil Filme Awards                                     | Melhor filme                 | Architecture 101 | Indicado  |        |
| 2012 | 21st Buil Filme Awards                                     | Melhor ator de partilha      | Jo Jung-suk      | Indicado  |        |
| 2012 | 21st Buil Filme Awards                                     | Melhor novo director         | Lê Yong-ju       | Indicado  |        |
| 2012 | 21st Buil Filme Awards                                     | Melhor ator Novo             | Jo Jung-suk      | Indicado  |        |
| 2012 | 21st Buil Filme Awards                                     | Melhor atriz Nova            | Suzy             | Indicado  |        |
| 2012 | 21st Buil Filme Awards                                     | Melhor libreto               | Lê Yong-ju       | Venceu    |        |
| 2012 | 21st Buil Filme Awards                                     | Melhor Cinematografía        | Jo sang-yoon     | Indicado  |        |
| 2012 | 21st Buil Filme Awards                                     | Melhor Música                | Lê Ji-soo        | Indicado  |        |
| 2012 | 49th Grand Bell Awards                                     | Melhor director              | Lê Yong-ju       | Indicado  |        |
| 2012 | 49th Grand Bell Awards                                     | Melhor ator de partilha      | Jo Jung-suk      | Indicado  |        |
| 2012 | 49th Grand Bell Awards                                     | Melhor ator nova             | Jo Jung-suk      | Indicado  |        |
| 2012 | 49th Grand Bell Awards                                     | Melhor atriz nova            | Suzy             | Indicado  |        |
| 2012 | 49th Grand Bell Awards                                     | Prêmio de popularidade       | Suzy             | Indicado  |        |
| 2012 | 32nd Korean Association of Filme Critics Awards            | Melhor Música                | Lê Ji-soo        | Venceu    | [ 17 ] |
| 2012 | 33rd Blue Dragon Filme Awards                              | Melhor ator nova             | Jo Jung-suk      | Venceu    | [ 18 ] |
| 2012 | 33rd Blue Dragon Filme Awards                              | Melhor atriz nova            | Suzy             | Indicado  | [ 19 ] |
| 2012 | 33rd Blue Dragon Filme Awards                              | Melhor guion                 | Lê Yong-ju       | Indicado  | [ 19 ] |
| 2012 | 33rd Blue Dragon Filme Awards                              | Melhor Cinematografía        | Jo Sang-yoon     | Indicado  | [ 19 ] |
| 2012 | 33rd Blue Dragon Filme Awards                              | Melhor Direcção de Arte      | Woo Seung-meu    | Indicado  | [ 19 ] |
| 2012 | 33rd Blue Dragon Filme Awards                              | Melhor iluminação            | Park Se-mun      | Indicado  | [ 19 ] |
| 2012 | 33rd Blue Dragon Filme Awards                              | Melhor Música                | Lê Ji-soo        | Indicado  | [ 19 ] |
| 2012 | 33rd Blue Dragon Filme Awards                              | Prêmio de popularidade       | Suzy             | Venceu    |        |
| 2012 | 20th Korean Culture and Entertainment Awards               | Melhor ator nova             | Jo Jung-suk      | Venceu    | [ 20 ] |
| 2013 | 4th KOFRA Filme Awards (Korea Filme Reporters Association) | Melhor novo ator             | Jo Jung-suk      | Venceu    | [ 21 ] |